# Водолей (Болгария)
Водолей (болг. Водолей) — село в Болгарии. Находится в Великотырновской области, входит в общину Велико-Тырново. Население составляет 766 человек (2022).

## Политическая ситуация
В местном кметстве Водолей, в состав которого входит Водолей, должность кмета (старосты) исполняет Антоанета Красимирова Тодорова (Движение за права и свободы (ДПС)) по результатам выборов.
Кмет (мэр) общины Велико-Тырново — Румен Рашев (независимый) по результатам выборов.